# Копрена
Ко́прена (греч. Κόπραινα) — мыс в Греции. Вдаётся в залив Амвракикос Ионического моря, образуя бухту Копрена. Образован аллювиальными отложениями дельты реки Вувос (Βουβός ή Βωβός). Расположен к юго-востоку от деревни Сикеэ, к югу от Комботиона и к западу от Менидиона и к востоку от Коменона, на территории общины Николаос-Скуфас в периферийной единице Арта в периферии Эпир.
По мнению  по мнению Янниса Цуциноса (Γιάννης Τσούτσινος) название связано с белым солевым налётом и происходит от сербохорв. koprena — «вуаль, пелена, завеса». По версии группы авторов книги, озаглавленной «Κομπότι, η γενέτειρα του Σκουφά και του Γεροστάθη», название происходит от греч. κόπρανα — «экскременты» из-за большого количества навоза коров, принадлежавших жителям Комботиона.
На мысе существовал одноимённый посёлок. С византийской эпохи Копрена была значительным торговым портом. В 1927 году (ΦΕΚ 76Α) посёлок Копрена был переименован в Алики (Αλυκή). 18 марта 2003 года посёлок был упразднён.

## Маяк
На мысе существует исторический маяк (Φάρος Κόπραινας) с цилиндрической кирпичной башней высотой 9 м, в то время как фокусная высота равна 12 м. Маяк построен в 1893 году. Во время Второй мировой войны при бомбардировке маяк получил повреждения. В 1945 году маяк был восстановлен. Лампа работала на нефти. В 1957 году установлена автоматическая ацетиленовая установка. В 1985 году на маяк установили аккумуляторы и солнечные батареи. Маяк даёт две белые вспышки каждые 16 секунд. Свет маяка виден в диапазоне 5 морских миль. В октябре 2000 года в доме смотрителя был открыт музей.